# Jean Daniélou
Pour les articles homonymes, voir Daniélou.
Jean Daniélou, né le 14 mai 1905 à Neuilly-sur-Seine (France) et mort le 20 mai 1974 dans le 17e arrondissement de Paris, est un prêtre jésuite français, théologien de renom et membre de l'Académie française.
Il reçoit la consécration épiscopale le 19 avril 1969, avec le titre d'évêque titulaire de Tauromenium (de), et est créé cardinal par Paul VI le 28 avril suivant.

## Biographie

### Jeunesse et famille
Jean Guénolé Louis Marie Daniélou est le fils de Charles Daniélou, homme politique breton, maire de Locronan, député du Finistère et plusieurs fois ministre, plutôt anticlérical, et de Madeleine Clamorgan, fondatrice de la communauté apostolique Saint-François-Xavier, des institutions Sainte-Marie et d'une université libre de jeunes filles. Il a pour frère cadet l'indianiste Alain Daniélou (1907-1994).

### Jésuite et prêtre
Élève au lycée Sainte-Croix de Neuilly, Jean Daniélou poursuit des études de lettres et de philosophie à la Sorbonne. Il est agrégé de grammaire en 1927. Parallèlement, il s'engage auprès de la Conférence Olivaint. Il entre ensuite chez les jésuites en 1929 et se consacre à l'enseignement, d'abord dans un collège de garçons à Poitiers. Il suit des études de théologie à la faculté catholique de Lyon, alors l'une des plus réputées au monde, et il est ordonné prêtre le même jour que l'abbé Pierre en 1938,.
Pendant la Seconde Guerre mondiale, il est mobilisé dans l'armée de l'air jusqu'en 1940. Revenu à la vie civile, il achève son doctorat de théologie en 1942 et devient aumônier de l'École normale supérieure de jeunes filles, à Sèvres. Il fonde la collection « Sources chrétiennes » en collaboration avec Henri de Lubac, inaugurant ainsi le renouveau de la patristique catholique,.
En 1943, il soutient sa thèse « Platonisme et théologie mystique : essai sur la doctrine spirituelle de saint Grégoire de Nysse ».
Il devient rédacteur aux Études en 1944 (jusqu'en 1969), fonde le Cercle Saint-Jean-Baptiste en 1944 et participe avec Marcel Moré à la revue Dieu vivant de 1945 à 1956.
Il se voit attribuer en 1944 une chaire d'histoire du christianisme ancien à l'Institut catholique de Paris, dont il devient le doyen en 1962. À la demande du pape Jean XXIII, il participe comme expert (peritus) au concile Vatican II, (Liste de personnalités du concile Vatican II#Experts).
En 1967, il est, avec André Chouraqui, à l'initiative de la création de l'association Fraternité d'Abraham, qui promeut le dialogue interreligieux.

### Cardinal
En 1969, Jean Daniélou est nommé « évêque titulaire » de Tauromenium (de) et consacré par François Marty avec comme co-consécrateurs Victor-Julien-André Gouet et Daniel Pézeril. Il est fait cardinal par le pape Paul VI lors du consistoire du 28 avril 1969.
Il est élu à l'Académie française en novembre 1972, succédant au cardinal Eugène Tisserant.
En octobre 1972, il dénonce avec force la crise des ordres religieux, qu'il attribue à trois facteurs : d'abord, une tendance à vouloir se fondre dans la vie séculière ; ensuite, la dépréciation des constitutions et des règles au profit de la spontanéité et de l'improvisation, au nom d'une liberté mal comprise ; et enfin la mise en cause de la permanence des fondements des ordres religieux. Son appel à revenir à ce qu'il considère comme les véritables orientations du concile Vatican II est perçu comme une attaque contre la politique du supérieur général des jésuites Pedro Arrupe, qui préside alors en outre l'Union des supérieurs généraux d’ordres religieux. Dès lors, Jean Daniélou est en froid avec ses confrères jésuites de Paris, notamment Bruno Ribes, directeur de la revue Études.

### Mort

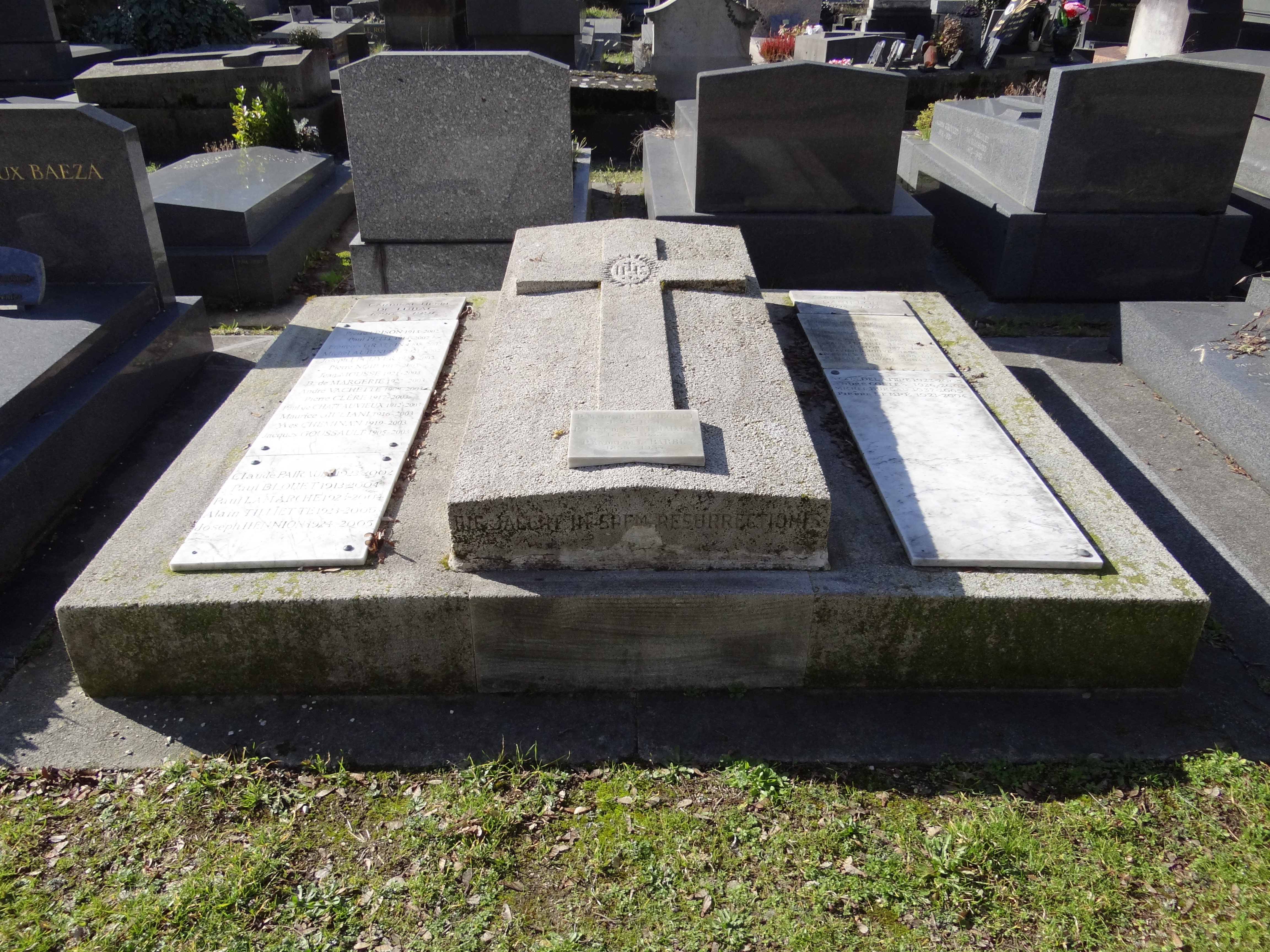
Tombe de Jean Daniélou, d'Henri de Lubac et de Bertrand de Margerie au cimetière de Vaugirard (division 6).

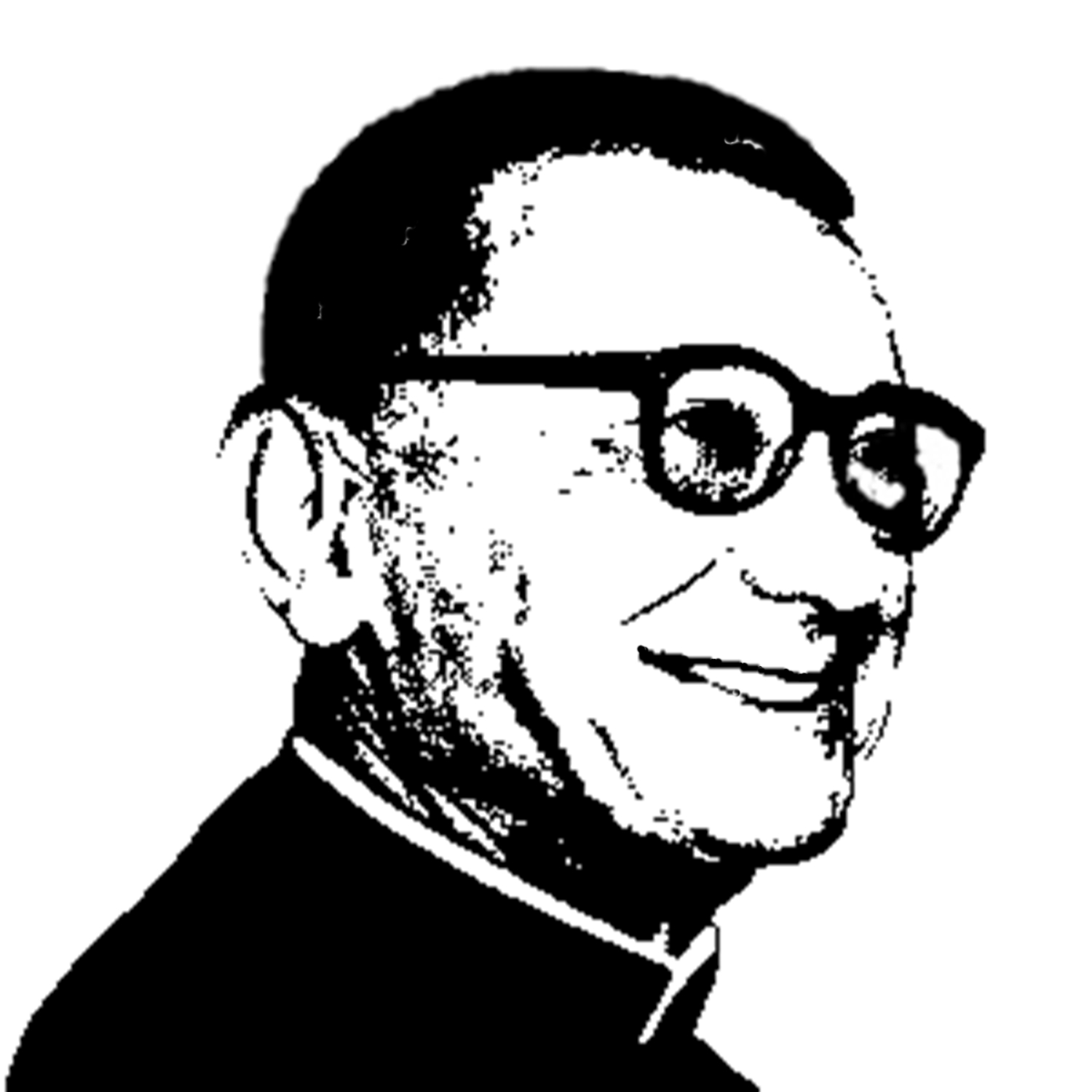
Jean Daniélou. Représentation monochrome.

Sa mort subite, en mai 1974, suscite beaucoup de commentaires et de sarcasmes. Il meurt d'un infarctus chez Gilberte Santoni, une prostituée parisienne de 24 ans surnommée « Mimi », au 56 de la rue Dulong,,,. Selon la version retenue, il était venu apporter de l'argent à cette femme pour lui permettre de payer un avocat capable de faire sortir de prison son mari Charles Santoni. Une enquête est ouverte par la Compagnie de Jésus pour établir ce qui s’est effectivement passé. 
Le journaliste italien Sandro Magister indique que « [les jésuites] contrôlèrent son innocence. Mais, de fait, ils entourèrent l'affaire d'un silence qui n'échappa pas aux soupçons ». Le prêtre jésuite Xavier Tilliette, dans son éloge funèbre, indique que c'est « dans l'épectase de l'Apôtre qu'il [est] allé à la rencontre du Dieu Vivant », employant ainsi un terme théologique, forgé par Grégoire de Nysse, qui désigne l'effort de l'âme vers la sainteté et que Jean Daniélou lui-même avait abondamment commenté dans Platonisme et théologie mystique (1944). Ce terme hermétique d'« épectase » connait alors grâce aux journalistes du Canard enchaîné une notoriété humoristique et a depuis pris dans la langue courante un nouveau sens ; le journal satirique Charlie Hebdo se moque de l'affaire sur la première page de son numéro 188 du 21 juin 1974. 
Selon le témoignage de Gilberte Santoni, il est arrivé très essoufflé, a demandé dès son arrivée à ce que la fenêtre soit ouverte, s'est assis sur le divan puis s'est écroulé sur le sol ; sa mort fut instantanée,
Le cardinal Daniélou est enterré au cimetière de Vaugirard (division 6).

## Œuvres
- Le Signe du temple ou De la présence de Dieu, Paris, Gallimard, 1942.
- Platonisme et théologie mystique : essai sur la doctrine spirituelle de saint Grégoire de Nysse, Paris, Aubier, 1944 [version remaniée de la thèse de doctorat ès lettres soutenue par l'auteur devant l'université de Paris. À fait l'objet en 1953 d'une édition revue et augmentée].
- De l'enfant à l'homme : études et chroniques, Paris, Dumoulin, 1944 [réunit des textes de Jean Rimaud, André Piettre, Jean Daniélou, Maurice Brillant et Louis Barjon].
- Le Mystère du salut des nations, Paris, Éd. du Seuil, 1946.
- Dialogues avec les marxistes, les existentialistes, les protestants, les juifs, l'hindouisme, Paris, Le Portulan, 1948.
- Le Mystère de l'Avent, Paris, Éd. du Seuil, 1948.
- Origène, Paris, La Table ronde, 1948.
- Sacramentum futuri : études sur les origines de la typologie biblique, Paris, Beauchesne, 1950.
- Les Anges et leur mission d'après les Pères de l'Église, Chevetogne, Éd. de Chevetogne, 1951 [réimprimé en 1953 avec un appendice : Le Problème du nationalisme dans le christianisme des premiers siècles, par Erik Peterson, traduction de Claire Champollion].
- Bible et Liturgie : la Théologie biblique des sacrements et des fêtes d'après les Pères de l'Église, Paris, Éd. du Cerf, 1951.
- Essai sur le mystère de l'histoire, Paris, Éd. du Seuil, 1953.
- Sainteté et action temporelle, Paris, Desclée, 1955.
- Dieu et nous, Paris, Grasset, 1956.
- Les Saints « païens » de l'Ancien Testament, Paris, Éd. du Seuil, 1956.
- Les Manuscrits de la mer Morte et les origines du christianisme, Paris, Éd. de l'Orante, 1957 [2e édition revue et augmentée : Paris, Éd. du Seuil, 1974].
- God and the Ways of Knowing, traduit du français, New York, Meridians Books, 1957.
- Histoire des doctrines chrétiennes avant Nicée. 1, Théologie du judéo-christianisme, Paris, Desclée, 1958 [réédition : texte établi sur l'édition italienne de 1974 par Marie-Odile Boulnois, revue et corrigée par Joseph Paramelle et Marie-Josèphe Rondeau, Paris, Desclée/Cerf].
- Philon d'Alexandrie, Paris, Fayard, 1958.
- Le chrétien et le monde moderne, Paris, Desclée, 1959.
- The real meaning of NATO (en collaboration avec John J. Connolly), Montréal, International Publishers, 1959.
- Approches du Christ, Paris, Grasset, 1960.
- Le dialogue catholique-protestant (en collaboration avec Jean Bosc et Jean Guitton), Paris, La Palatine, 1960.
- Les Symboles chrétiens primitifs, Paris, Éd. du Seuil, 1961.
- Histoire des doctrines chrétiennes avant Nicée. 2, Message évangélique et culture hellénistique aux IIe et IIIe siècles, Paris, Desclée, 1961.
- Scandaleuse vérité, Paris, Fayard, 1961.
- Dialogue avec Israël, Paris, La Palatine, 1963.
- Au commencement : Genèse 1-11, Paris, Éd. du Seuil, 1963.
- Nouvelle histoire de l'Église. 1, Des origines à saint Grégoire le Grand (en collaboration avec Henri-Irénée Marrou), Paris, Éd. du Seuil, 1963.
- Évangile et monde moderne : petit traité de morale à l'usage des laīcs, Tournai, Desclée, 1964.
- Jean-Baptiste, témoin de l'Agneau, Paris, Éd. du Seuil, 1964.
- L'oraison, problème politique, Paris, Fayard, 1965.
- L'Église face au monde (en collaboration avec Jean Bosc), Paris, La Palatine, 1966.
- Études d'exégèse judéo-chrétienne : (les Testimonia), Paris, Beauchesne, 1966.
- Les Juifs : dialogue entre Jean Daniélou et André Chouraqui, Paris, Beauchesne, 1966.
- Mythes païens, mystère chrétien, Paris, Fayard, 1966.
- L'entrée dans l'histoire du salut : baptême et confirmation, Paris, Éd. du Cerf, 1967.
- Les Évangiles de l'enfance, Paris, Éd. du Seuil, 1967.
- L'avenir de la religion, Paris, Fayard, 1968.
- La catéchèse aux premiers siècles, cours rédigé par Régine du Charlat, Paris, Fayard, 1968.
- La Trinité et le mystère de l'existence, Paris, Desclée de Brouwer, 1968.
- Tests, Paris, Beauchesne, 1968 [recueil d'articles publiés en 1967-1968 dans La Croix et L'Osservatore romano. Titre de couverture : Protestation, attestation, contestation, détestation].
- Autorité et contestation dans l'Église, Genève, Martingay, 1969.
- La crise actuelle de l'intelligence, Paris, Apostolat des éditions, 1969.
- La foi de toujours et l'homme d'aujourd'hui, Paris, Beauchesne, 1969.
- La résurrection, Paris, Éd. du Seuil, 1969.
- L'Église des apôtres, Paris, Éd. du Seuil, 1970.
- L'être et le temps chez Grégoire de Nysse, Leyde, Brill, 1970.
- Nouveaux tests, Paris, Beauchesne, 1970.
- La culture trahie par les siens, Paris, Épi, 1972.
- Pourquoi l'Église ?, Paris, Fayard, 1972.
- Le catholicisme : hier, demain (en collaboration avec Jean Honoré et Paul Poupard), Paris, Buchet-Chastel, 1974.
- Et qui est mon prochain ? : mémoires, Paris, Stock, 1974 [propos recueillis par Françoise Verny].
- Contemplation, croissance de l'Église, Paris, Fayard, 1977.
- Histoire des doctrines chrétiennes avant Nicée. 3, Les origines du christianisme latin, Paris, Éd. du Cerf, 1978.
- Carnets spirituels, texte édité par Marie-Josèphe Rondeau, préface par Ambroise-Marie Carré, avant-propos par Xavier Tilliette, Paris, Éd. du Cerf, 1993.

## Pour approfondir

#### Auteur
- Jean Daniélou et Henri-Irénée Marrou, Nouvelle Histoire de l'Église. Des origines à saint Grégoire le Grand, Le Seuil, coll. « Essais H.C. (reliés) », 1963, 516 p. (ISBN 978-2020029018)
- La Résurrection, Éditions du Seuil, 1969 (ASIN B0057HI828)
- Le IVe siècle : Grégoire de Nysse et son milieu, Institut catholique, 1975, 273 p. (ASIN B0014IE2MO)
- L'Église des premiers temps, Seuil, coll. « Points Histoire », 1985, 284 p. (ISBN 978-2020087469)
- Les Évangiles de l'enfance, Desclée de Brouwer, coll. « Blanche », 1993, 126 p. (ISBN 978-2220033556)
- Manuscrits de la mer morte, Seuil (Nouv. éd. rev. et augm.), coll. « Livres de vie », 1995, 128 p. (ISBN 978-2020246545)
- Théologie du Judéo-Christianisme, Desclée, coll. « Bibliothèque de théologie », 1995 (ISBN 978-2718904832)
- Les Anges et leur mission : D'après les Pères de l'Église, Desclée-Mame, coll. « Religions et culture », 1995, 171 p. (ISBN 978-2718904719)
- Les symboles chrétiens primitifs, Points, coll. « Points Sagesses », 1996, 149 p. (ISBN 978-2020287715)
- Études d'exégèse judéo-chrétienne, Beauchesne Éditions, coll. « Théologie historique », 1997, 188 p. (ISBN 978-2701000398)
- Sacramentum Futuri : Études sur les origines de la typologie biblique, Beauchesne Éditions, coll. « Théologie/Hist. », 1997, 300 p. (ISBN 978-2701020204)
- L'Église des premiers temps : Des origines à la fin du IIIe siècle, Éditions du Seuil, coll. « Points / Histoire », 2004, 286 p. (ASIN B019LJWFA8)
- Carnets spirituels, Les éditions du Cerf, coll. « Intimité du Christianisme », 2007, 404 p. (ISBN 978-2204078757)
- (en) The Angels and Their Mission, Sophia Institute Press, 2010, 144 p. (ISBN 978-1933184463)
- Philon d'Alexandrie, Les éditions du Cerf, coll. « Bibliothèque du Cerf », 2012, 220 p. (ISBN 978-2204098458)
- Les Saints Païens de l'Ancien Testament, Les éditions du Cerf, coll. « Bibliothèque du Cerf », 2012, 172 p. (ISBN 978-2204098441)
- Jean-Baptiste, témoin de l'Agneau, Les éditions du Cerf, coll. « Bibliothèque du Cerf », 2013, 183 p. (ISBN 978-2204082167)

#### Divers
- Jacob Kaplan et Jean Daniélou, Le Concile et les Juifs : Dialogue entre M. Jacob Kaplan et le R. P. Daniélou, Impr. moderne de la presse, 1966, 30 p. (ASIN B0014UVH98)
- Paul Lebeau, Jean Daniélou, Paris, Éd. Fleurus, 1967.
- Jacques Chancel, Radioscopie, volume 2, Paris, Robert Laffont, 1970, p. 177-194.
- Jean Daniélou : 1905-1974, ouvrage collectif publié par la Société des amis du cardinal Daniélou, Paris, Éd. du Cerf, 1975.
- Françoise Jacquin, Histoire du Cercle Saint-Jean-Baptiste : l'enseignement du Père Daniélou, préface de Marie-Josèphe Rondeau, Paris, Beauchesne, 1987.
- Emmanuelle de Boysson, Le cardinal et l'hindouiste : le mystère des frères Daniélou, Paris, Albin Michel, 1999.
- Actualité de Jean Daniélou, sous la direction de Jacques Fontaine, Paris, Éd. du Cerf, 2006 [actes d'un colloque tenu à l'Institut de France le 19 mai 2005. Les p. 219-227 contiennent une bio-bibliographie de Jean Daniélou : Les étapes d'une vie et d'une œuvre].
- Jacques Fontaine, Actualité de Jean Daniélou, Les éditions du Cerf, coll. « Histoire à vif », 2006, 230 p. (ISBN 978-2204082143)
- (it) Gianluigi Pasquale (it), Jean Danielou, Morcelliana, coll. « Novecento teologico », 2011, 160 p. (ISBN 978-8837224929)